# Коин (приток Выми)
Коин — река в России, протекает по Республике Коми. Начинается на Тиманском кряже на северо-западной окраине посёлка Шомвуково. Устье реки находится в 185 км по левому берегу реки Вымь. Длина реки составляет 136 км, площадь водосборного бассейна 1670 км².

## Притоки
- 13 км: Щанов (лв)
- 15 км: Еджыдва (лв)
- 19 км: река без названия (лв)
- Пойю (лв)
- 34 км: река без названия (лв)
- 37 км: Вежаю (пр)
- 44 км: Рудниковый (лв)
- 78 км: Тойю (пр)
- 96 км: Сюлас (лв)
- 104 км: Извилистый (пр)
- 114 км: река без названия (лв)

## Данные водного реестра
По данным государственного водного реестра России относится к Двинско-Печорскому бассейновому округу, водохозяйственный участок реки — Вычегда от города Сыктывкар и до устья, речной подбассейн реки — Вычегда. Речной бассейн реки — Северная Двина.
Код объекта в государственном водном реестре — 03020200212103000021418.